# Palazzo dell'Ospedaletto

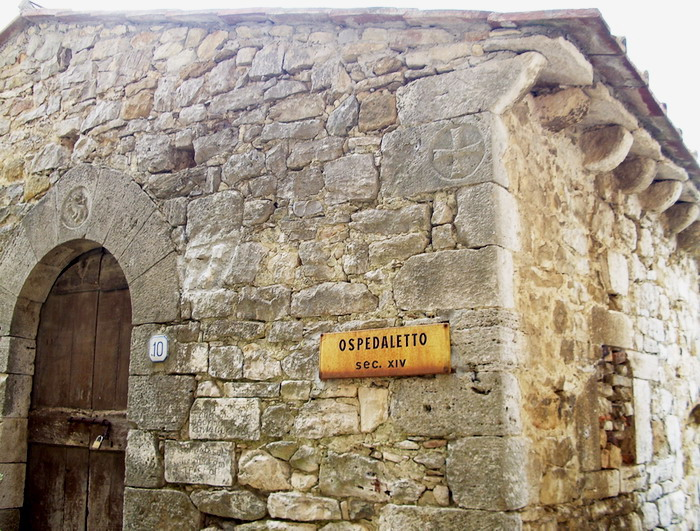
Veduta parziale della facciata del Palazzo dell'Ospedaletto

Il Palazzo dell'Ospedaletto è uno storico edificio del borgo di Rocchette di Fazio, nel comune di Semproniano (GR).

## Storia
Il fabbricato venne costruito all'inizio del Trecento per ospitare, assieme alla vicina Pieve di Santa Cristina, una delle sedi dell'Ordine dei Templari in provincia di Grosseto negli ultimi anni prima dello scioglimento della loro congregazione. L'edificio, dedicato a San Tommaso, dava ospitalità in epoca medievale ai pellegrini che transitavano in queste zone.
Dopo un graduale declino iniziato con lo scioglimento dell'Ordine, l'Ospedaletto è sempre stato al centro di un fitto alone di misteri e leggende popolari che sono giunte fino ai nostri giorni.

## Descrizione
Il palazzo dell'Ospedaletto si presenta con le originarie strutture murarie in pietra; sulle pareti esterne sono ben visibili elementi riconducibili ai Cavalieri del Tempio. Tra questi spiccano l'effigie di Bafometto su un fianco laterale della struttura e la raffigurazione dell'Agnus Dei e di una croce templare sulla facciata principale.